# لوري أحمر
العَوس الياقوي أو اللوري الأحمر هو ببغاء من ببغاوات العالم القديم متوطن في جزر الملوك والجزر المحيطة.